# Monomma immaculatum immaculatum
Monomma immaculatum immaculatum es una subespecie de coleóptero de la familia Monommatidae.

## Distribución geográfica
Habita en Madagascar.